# المرأة في الإمارات العربية المتحدة

شرعت الحكومة، منذ تأسيس الدولة، في الاهتمام بشؤون وقضايا المرأة في الإمارات العربية المتحدة، حيث شكل تأسيس الاتحاد النسائي العام، عام 1975 لمؤازرة وتشجيع، من مؤسس دولة الإمارات، الشيخ زايد بن سلطان آل نهيان، مع رائدة العمل النسائي الشيخة فاطمة بنت مبارك، اللبنة الأولى نحو تمكين المرأة، وتفعيل دورها في المجتمع. وحققت المرأة الإماراتية مكاسب عديدة. فعلى الصعيد السياسي، أضحى عدد النساء في حكومة الإمارات 5 وزيرات، وتبلغ أصغر وزيرة من العمر 22 عاماً، علاوة على وجود سبع عضوات، في المجلس الوطني الاتحادي. أما في المجال الدبلوماسي، فتشغل أول امرأة حاليا منصب المندوب الدائم للدولة لدى منظمة الأمم المتحدة، إضافة إلى سبع سيدات يعملن كسفيرات ونساء «قنصليات» للدولة في عدة دول.
وفي المجال الاقتصادي، فقد ارتفعت نسبة مساهمة المرأة في النشاط الاقتصادي وسوق العمل بعد تأسيس مجلس سيدات الأعمال في الدولة، ليصل عدد المسجلات في غرف التجارة والصناعة إلى أكثر من 22 ألف سيدة أعمال يعملن في السوق المحلية والعالمية.

## تاريخ
قبل قيام اتحاد الإمارات، كانت المرأة هي المسؤولة عن تربية الأبناء ورعايتهم، واتخاذ القرارات الهامة في الحياة الأسرية، وهي المسؤولة عن تعليم القرآن الكريم - إن كانت قد نالت قدرا من التعليم يؤهلها لذلك - إلى جانب الكثير من الأعمال مثل الحياكة والتطريز، وطحن الحبوب، وتربية الماشية، وجلب الماء من الآبار، وفلاحة الأرض وسقي الزرع، وصناعة الحصير والسلال والسجاد والخيام والصناديق إلى آخر الأعمال التي لا تستقيم حياة الأسر الإماراتية قديما إلا بها. وقال مؤسس الإمارات زايد بن سلطان آل نهيان: «إن ما حققته المرأة في دولة الإمارات العربية المتحدة في فترة وجيزة، يجعلني سعيدًا ومطمئنًا بأن ما غرسناه بالأمس بدأ اليوم يؤتي ثماره، ونحمد الله أن دور المرأة في المجتمع بدأ يبرز ويتحقق لما فيه خير أجيالنا الحالية والقادمة.»

## معطيات إحصائية عن المرأة في الإمارات
شكلت المرأة الإماراتية 888,468 من إجمالي المواطنين في الدولة عام 2010. من المقدّر أن يصل عدد النساء في دولة الإمارات العربية المتحدة إلى 3 ملايين نسمة من إجمالي عدد السكان البالغ 9.9 مليون نسمة. أما نسبة محو الأمية بين الإناث في دولة الإمارات فتعادل % 91، وهي نسبة منخفضة بالمقارنة مع العديد من الدولة العربية، مع ارتفاع عدد النساء في التعليم الثانوي والتعليم العالي. أما على صعيد سوق العمل، فتشغل المرأة الإماراتية % 43 من سوق العمل. علاوة على ذلك، فإن النساء يشكلن نحو 66% من القوى العاملة في القطاع الحكومي العام، مع نسبة تصل إلى %30 من المناصب القيادية.
| المؤشر                                 | النسبة / العدد                  |
| -------------------------------------- | ------------------------------- |
| المجلس الوطني                          | 50%                             |
| وظائف قيادية عليا مرتبطة باتخاذ القرار | 30%                             |
| القطاع الحكومي                         | 66%                             |
| القوة العاملة                          | 25%                             |
| الأعمال الحرة                          | 4.5%                            |
| مجالس إدارة غرف التجارة والصناعة       | 15%                             |
| المشاريع الصغيرة والمتوسطة             | 30%                             |
| عدد سيدات الأعمال                      | 23,000                          |
| حجم المدخرات                           | أكثر من 15 مليارات دولار أمريكي |

## أدوار المرأة في الإمارات

### الدور الاجتماعي
يضمن دستور دولة الإمارات العربية المتحدة حقوقاً متساوية لكل المواطنين، رجالاً كانوا أم نساء. ففي ظل الدستور، تتمتع النساء المواطنات بذات الوضع القانوني على مستوى فرص التعليم وحق مزاولة المهن على قدم المساواة مع المواطنين الذكور. كما تتمتع المرأة الإماراتية بفرص متساوية في التوظيف، الرعاية الصحية والمزايا الأخرى التي تكفل حماية ورفاهية الأسرة.
في عام 2003، ولأول مرة، قامت شرطة أبو ظبي بتدريب 32 من المواطنات للعمل في قوات الأمن الخاصة. في أكتوبر 2008، أدت القسم أول امرأة مواطنة لتعمل في مجال القضاء. كما أن هناك أربع نساء يعملن في وظيفة قائد مقاتلات حربية، كأول دفعة من المواطنات يلتحقن بالقوات المسلحة بهذه الصفة.
في أبريل 2015، حلت الإمارات في المرتبة الأولى عالميا في مؤشر احترام المرأة ضمن تقرير أعده فريق من الخبراء العالميين يختص بقياس التطور الاجتماعي في مختلف دول العالم.
وتنافس المرأة في الإمارات وبجدارة على الصدارة في مجالس الإدارات، ومن المتوقع أن تحتل الإمارات المركز الأول عالمياً خلال السنوات الثلاث المقبلة في ظل الصعود المتنامي للعنصر النسائي وتسنّم القيادات في مجالات عمل كثيرة، خاصة أن هناك ما يزيد عن 77 في المئة من الطالبات في مراحل التعليم الجامعي قياساً بعدد الطلاب الكلي في الإمارات، ويمثل العنصر النسائي حالياً ما يقارب الـ 25 في المئة من مجالس الإدارات الحكومية على مستوى الإمارات، سواء القطاع الاتحادي أو المحلي أو شبه الحكومي.
وفي قطاع الإعلام، يظهر اسم نورة الكعبي رئيسة المنطقة الإعلامية الحرة في أبو ظبي، وعضو مجلس إدارة 5 كيانات اقتصادية واجتماعية كبرى، حيث تعد نورة من الشخصيات الأكثر تأثيراً في الإمارات لتوليها إدارة المنطقة الإعلامية في العاصمة الإماراتية باسم تو فور 54. ومن ضمن أولوياتها للنجاح في عملها، تتجه الكعبي إلى تكوين قاعدة ومؤسسة محلية ترعى المبدعين والفنانين من الشباب العربي وتلبي طموحاتهم حتى لا تتجه هذه المواهب إلى الخارج... مشيرة إلى عوامل عدة حالت دون انطلاق الإعلام في المنطقة، من أبرزها قلة المهارات الإبداعية والابتكارية المحلية، وندرة مصادر تمويل الأفكار الجديدة، والدعم غير الكافي الذي تقدمه الحكومة إلى الإعلام.

### الدور السياسي
يحرص الدستور الإماراتي بوضوح على المساواة بين المواطنين وتكافؤ الفرص بينهم والعدالة الاجتماعية، واعتبرها من ركائز المجتمع وأركانه الأساسية، ومن ثم فإنه ساوى بين المرأة والرجل في الحقوق والواجبات، وفتح أمام المرأة باب المشاركة في صنع السياسات العمومية على كافة المستويات. لذلك، فـإن فتح المجال أمامها للانخراط في العملية التنموية دون أي قيود أو كوابح يظل جوهريا.

#### الإطار المؤسسي الداعم لدور المرأة في الإمارات
أهم ما يميز تجربة تمكين المرأة الإماراتية، أنها تستند على مؤسسات، تؤدي العديد من المهام الخاصة بهدف الارتقاء بقدرات المرأة وإمكانياتها، من أجل تفعيل دورها في المجتمع، في مقدمة هذه المؤسسات الاتحاد النسائي العام الذي تم إنشاؤه بعد سنوات قليلة من قيام الدولة الاتحادية، وذلك في عام 1975، ومنذ ذلك الحين وهو يقوم بدور تثقيف وتوعية وتدريب وتوظيف المرأة بالتعاون مع مختلف الجهات بالدولة وبقيادة الشيخة فاطمة بنت مبارك (أم الإمارات).
وأطلق الاتحاد النسائي العام باعتباره الآلية الوطنية المعنية بالتمكين وريادة المرأة في دولة الإمارات العربية المتحدة، أول إستراتيجية وطنية لتقدم المرأة في دولة الإمارات العربية المتحدة في 11 دجنبر2002.
كما تهدف مؤسسة التنمية الأسرية التي تم إنشاؤها سنة 2006، إلى تعزيز دور المرأة ومشاركتها في التنمية المستدامة وتفعيل دورها وحضورها على المستويات الإقليمية والدولية. وتسعى المؤسسة إلى رعاية وتنمية الأسرة بوجه أعم، والمرأة والطفل بوجه خاص، ومؤسسة دبي لرعاية النساء والأطفال التي تم تأسيسها عام 2007.
ومن المؤسسات الأخرى الداعمة لدور المرأة، المجلس الأعلى للأمومة والطفولة الذي يهدف إلى الارتقاء بمستوى الرعاية والعناية والمتابعة لشؤون الأمومة والطفولة، إلى جانب، مؤسسة دبي للمرأة التي تأسست عام 2006.
كما أسست الحكومة في الإمارات في فبراير من سنة (2015)، مجلس التوازن بين الجنسين، ويضطلع باختصاصات؛ تهدف إلى تقليص الفجوة بين الجنسين في العمل في قطاعات الدولة كافة، والعمل على تحقيق التوازن بين الجنسين في مراكز صنع القرار، وتعزيز مكانة الإمارات في تقارير التنافسية العالمية في مجال الفجوة بين الجنسين في مجال العمل، إضافة إلى اعتبار الدولة مرجعاً في هذا الشأن.

#### دور المرأة في العمل الحكومي

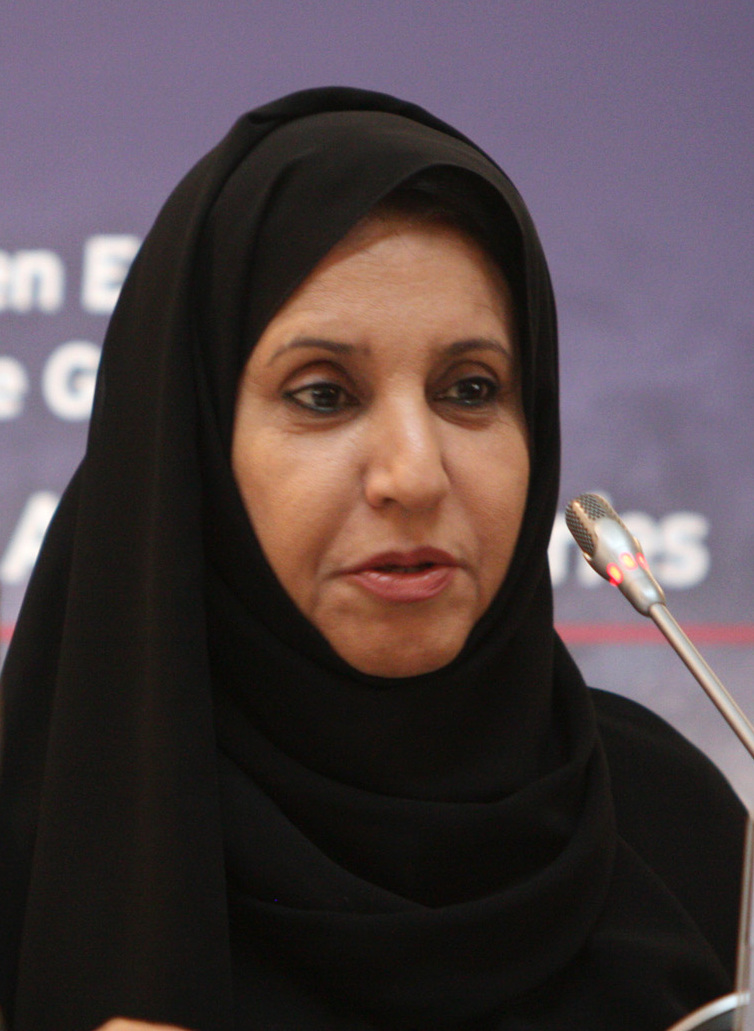
وزيرة الدولة لشؤون المرأة الإمارتية ميثاء سالم الشامسي تلقي كلمة في مؤتمر سيدات الأعمال في لندن

تشغل المرأة الإماراتية حالياً نحو 66 % من وظائف القطاع الحكومي، من بينها 30 % في الوظائف القيادية المؤثرة. وفي مواقع اتخاذ القرار في المؤسسات التي يعملن بها، وأصبحت المرأة الإماراتية قادرة على المشاركة في النشاط الاقتصادي على المستوى الوطني، فارتفعت نسبة مساهمتها في إجمالي عدد المشتغلين في القطاعين الحكومي والخاص على مستوى الدولة، من نحو 11.6 % في عام 1995 إلى نحو 25 % في عام 2010.
وفي إنجاز جديد للمرأة أصدر مجلس الوزراء الإماراتي، في التاسع من ديسمبر2012 قراراً يقضي بإلزامية تمثيل العنصر النسائي في مجالس إدارات جميع الهيئات والشركات الحكومية في الدولة.
مع بقاء ثلاث وزيرات من التشكيل القديم للحكومة الإماراتية، بات عدد الوزيرات في الحكومة الاتحادية الإماراتية الحالية ثماني وزيرات إماراتيات، من ضمن مجموع 29 حقيبة وزارية في التشكيل الوزاري الجديد بتاريخ 10 فبراير 2016 .
وتعد شما المزروعي، الشابة الإماراتية التي وقع عليها الاختيار لاستلام حقيبة شؤون الشباب أصغر وزيرة في العالم، بعد تغييرات أجراها الشيخ محمد بن راشد آل مكتوم، رئيس مجلس الوزراء وحاكم دبي، لإشراك الشباب بصورة أكبر، وتواجد أكبر للمرأة في مواقع القرار.

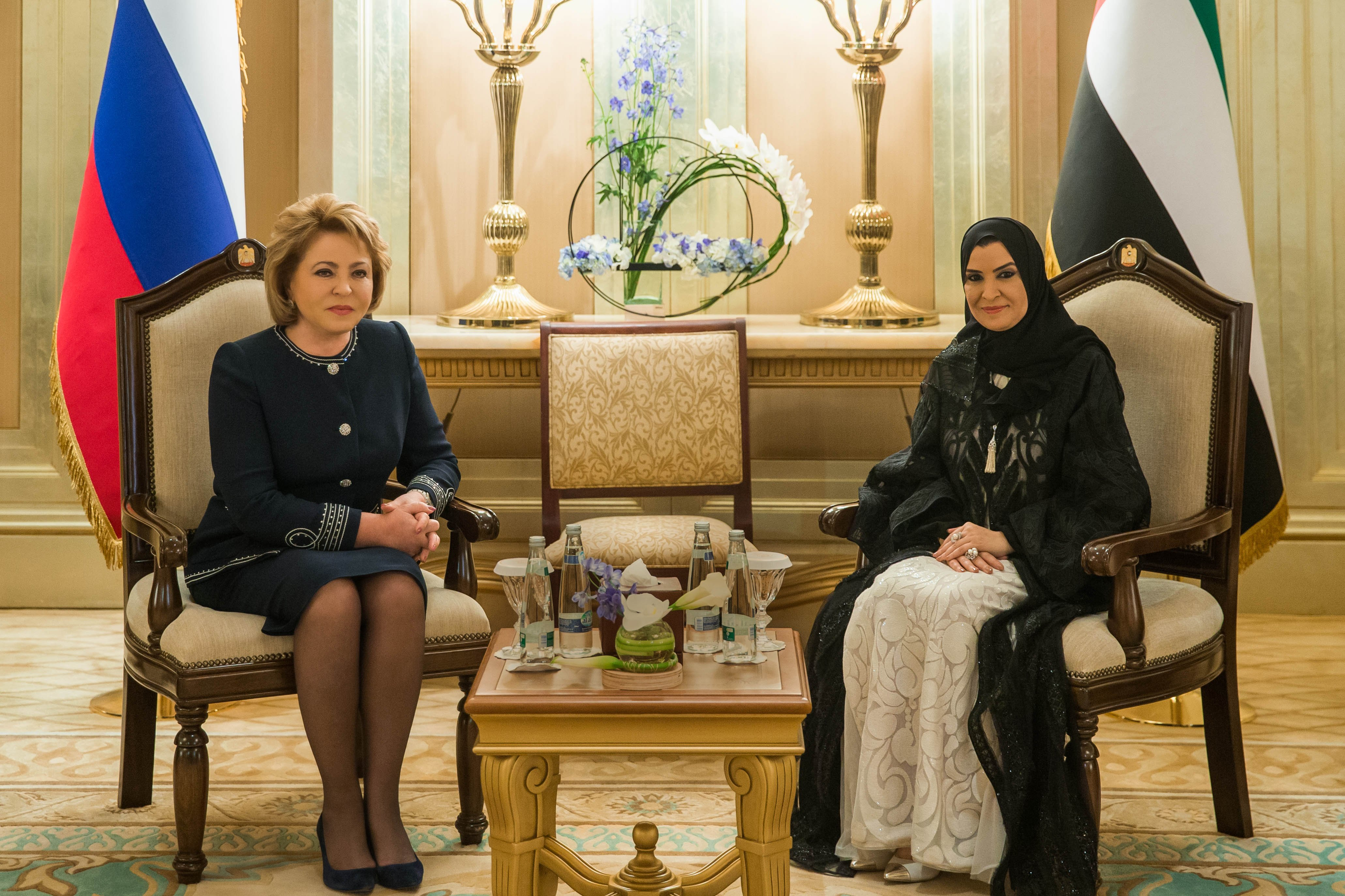
أمل عبد الله القبيسي رئيس المجلس الوطني الاتحادي مع رئيسة مجلس الاتحاد الروسي فالنتينا ماتفيينكو

#### دور المرأة في البرلمان والعمل التشريعي
حضور المرأة الإماراتية في المجلس الوطني الاتحادي يعد، قفزة نوعية في العمل البرلماني، ورسالة واضحة حول أهمية وفعالية حضورها على ساحة العمل السياسي، حيث شكلت نسبة المرأة في المجلس الوطني الاتحادي خلال الفصل التشريعي الرابع عشر (22.2%) بوجود 9 عضوات، وفي الفصل التشريعي الخامس عشر ما نسبته (17.5%) بوجود 7 عضوات . مؤكداً على أن مشاركة المرأة في انتخابات المجلس الوطني تكتسب أهمية كبيرة تكمن في كونها نصف المجتمع، وهي الأقدر على مناقشة العديد من القضايا التي تتعلق بالقطاع النسائي والقطاعات الأخرى المتعلقة بالمجتمع، والمشاركة السياسية للمرأة ضرورة وليست ترفاً، الأمر الذي سيرسي دعائم قوية لمجتمع منفتح ومتطور وبما ينسجم مع ثقافة الدولة وتاريخها.
وتعد الشيخة فاطمة بنت مبارك رئيسة الاتحاد النسائي العام والرئيس الأعلى لمؤسسة التنمية الأسرية، ورئيسة المجلس الأعلى للأمومة والطفولة، والتي تلعب دوراً بارزاً في توجيه المرأة لإثبات وجودها والاستفادة من الفرص المتاحة للمشاركة في التنمية المستدامة جنباً إلى جنب مع أخيها الرجل. وبفضل ذلك أصبحت المرأة الإماراتية تتبوأ اليوم أعلى المناصب في جميع المجالات وتسهم بفعالية في قيادة مسيرة التنمية والتطوير.
وفي 2015، انتخب أعضاء المجلس الوطني الاتحادي في الجلسة الإجرائية الأولى من دور الانعقاد العادي الأول من الفصل التشريعي السادس عشر التي عقدها بمقره بأبوظبي أمل عبد الله القبيسي رئيسا للمجلس في فصله التشريعي السادس عشر لتكون بذلك أول امرأة إماراتية وعربية تترأس مؤسسة برلمانية.
وفي عام 2019.تم رفع نسبة تمثيل المرأة في المجلس الوطني الاتحادي إلى 50% وأسفر القرار إلى وجود 20 امرأة في المجلس الوطني الاتحادي، وهو نصف عدد أعضاء المجلس

#### دور المرأة في العمل الدبلوماسي
وفي مجال التمثيل الخارجي بلغ عدد العاملات في السلك الدبلوماسي والقنصلي 175 سيدة، مقابل 42 سيدة يعملن ضمن بعثات الدولة في العالم .
وحالياً يوجد في السلك الدبلوماسي بوزارة الخارجية والتعاون الدولي 5 سفيرات وهن: الشيخة نجلاء القاسمي سفيرة الدولة لدى جمهورية البرتغال، حصة عبد الله أحمد العتيبة سفيرة الدولة لدى المملكة الإسبانية وحفصة العلماء سفيرة الدولة لدى «مونتينيغرو»، والسفيرة لانا نسيبة المندوبة الدائمة لدولة الإمارات لدى الأمم المتحدة في نيويورك، ونورة جمعة قنصل عام الدولة في ميلانو.
من إنجازات المرأة الدبلوماسية تعيين آمنة المهيري نائب مدير إدارة حقوق الإنسان بوزارة الخارجية والتعاون الدولي وتعتبر أول عربية عضوة في لجنة الميثاق العربي لحقوق الإنسان، وتم كذلك انتخاب أميرة الحفيتي - عضو بعثة الدولة لدى الأمم المتحدة - من قبل أعضاء المجلس التنفيذي لهيئة الأمم المتحدة للمرأة لعام 2016، نائباً لرئيس المكتب التنفيذي لهيئة الأمم المتحدة للمرأة لعام 2016 بالإضافة إلى تعيين هند العويس كأول إماراتية مستشارة أولى لهيئة الأمم المتحدة للمساواة بين الجنسين وتمكين المرأة، كما تم ترشيح ريم الفلاسي؛ الأمين العام للمجلس الأعلى للأمومة والطفولة، من قبل الشيخة فاطمة بنت مبارك لتصبح عضوة عن دولة الإمارات في الفريق الاستشاري الرفيع المستوى المعني بمبادرة «كل امرأة كل طفل» والاستراتيجية العالمية لصحة النساء والأطفال والمراهقين في إطار جدول أعمال التنمية المستدامة 2030.

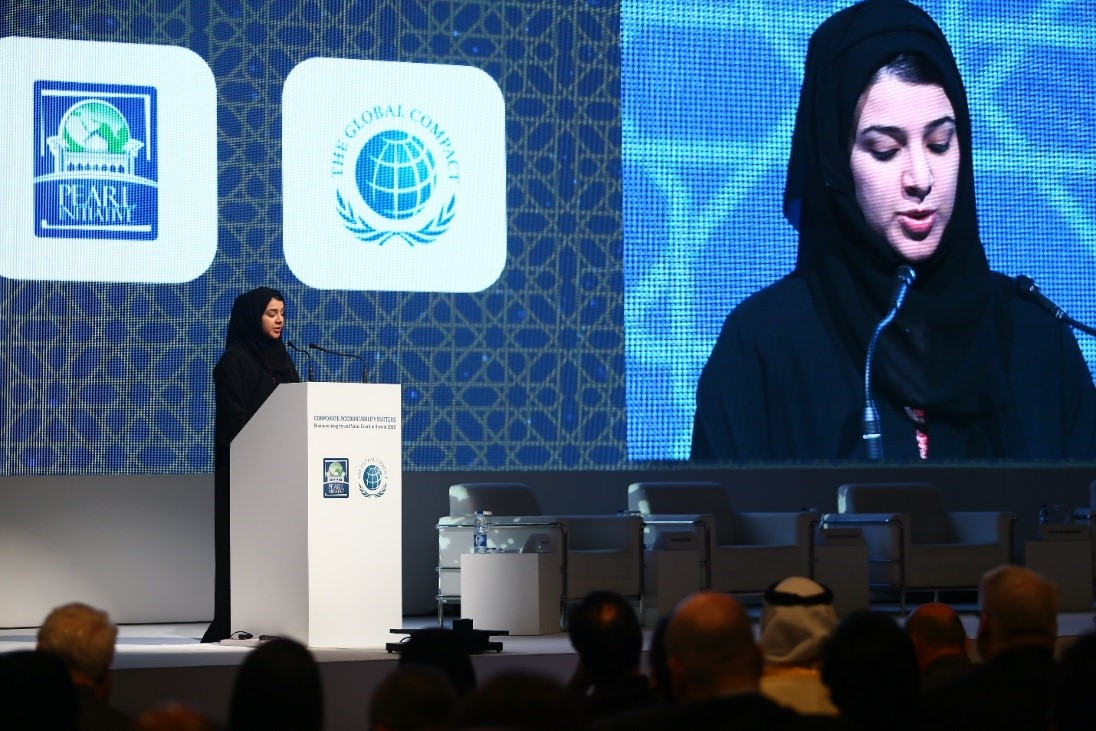
وزيرة الدولة في اماره دبي ريم إبراهيم الهاشمي

ومن إنجازات المرأة الإماراتية في السلك الدبلوماسي أيضاً:
- بلغت نسبة العاملات في وزارة الخارجية 49.5%، بما في ذلك سفيرات بعثة الأمم المتحدة في نيويورك
- تشكل النساء نحو 60% من خريجي أكاديمية الإمارات الدبلوماسية
- تم اختيار الدكتورة نوال الحوسني كمندوب دائم لدولة الإمارات لدى الوكالة الدولية للطاقة المتجددة (آيرينا)
- شاركت ريم الهاشمي في منح المكتب الدولي للمعارض لمدينة دبي حق استضافة إكسبو 2020 ليكون أول إكسبو دولي

### الدور الاقتصادي

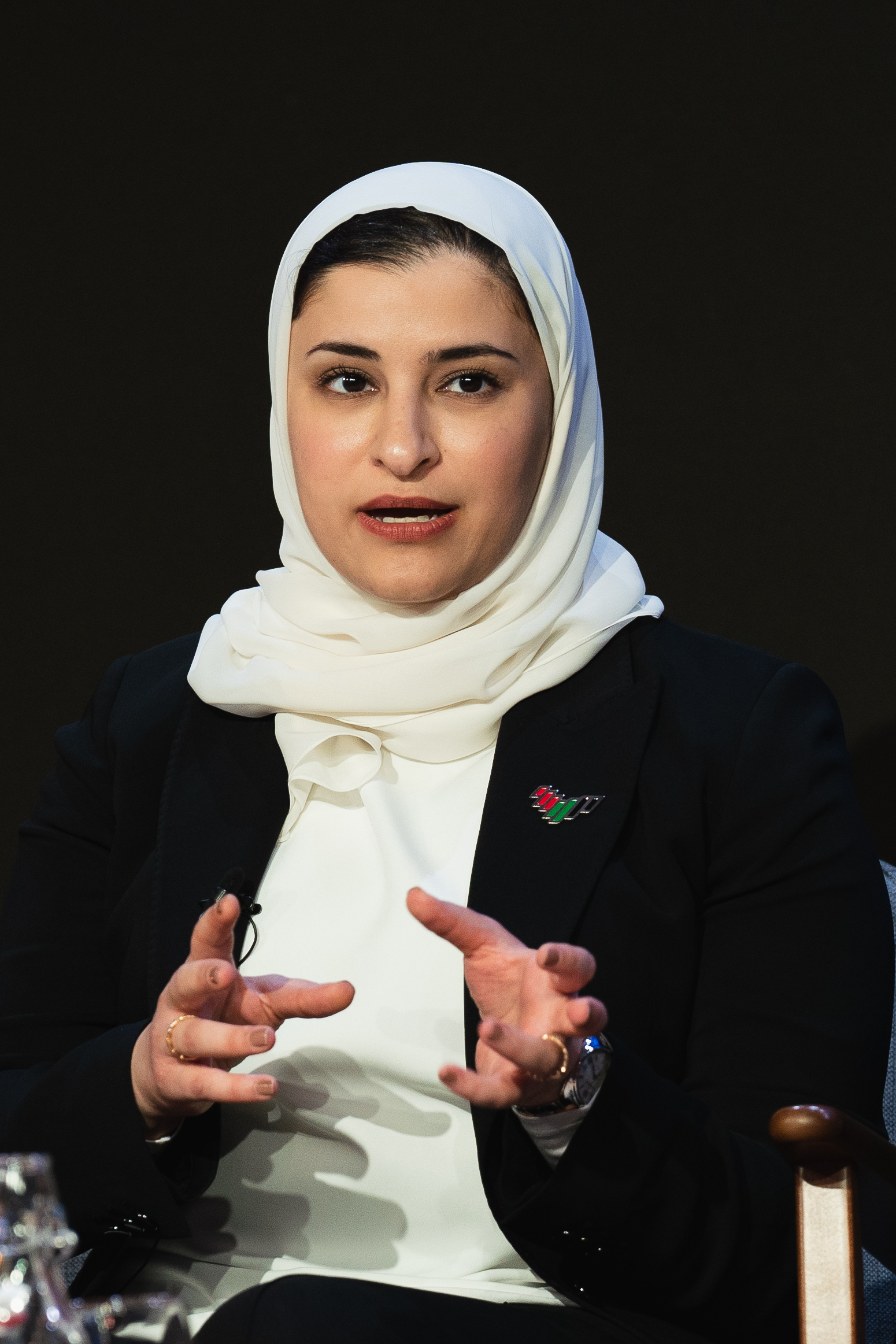
سارة الأميري في المنتدى الاقتصادي العالمي2023

إن الاهتمام بالجانب الاقتصادي يأتي ضمن الأولويات التي اهتمت بها دولة الإمارات، إذ حرصت على إنشاء المؤسسات التي تعنى بشؤون المرأة اقتصادياً، على غرار مجالس سيدات أعمال الإمارات ومجالس سيدات الأعمال في كل إمارة.
وارتفعت مساهمة المرأة الإماراتية في القطاع الخاص، خلال عام 2015، وذلك مع زيادة عدد المشاريع التجارية المملوكة لسيدات الأعمال المواطنات البالغ عددهن 12 ألفاً إلى 22 ألف مشروع، باستثمارات تزيد على 45 مليار درهم، وتشكل سيدات أعمال الإمارات نحو 21% من إجمالي سيدات الأعمال في دول مجلس التعاون الخليجي، وهي النسبة الأعلى.
تهتم دولة الإمارات العربية المتحدة بتأمين فرص عمل للمرأة، وتشير الإحصاءات الرسمية بأن النساء يشغلن نحو 66% من الوظائف الحكومية في الدولة ونحو 37,5% في القطاع المصرفي. وهناك ما يقرب من 11 ألف مشروع استثماري تديره سيدات أعمال تربو قيمتها على أربعة مليارات دولار.
وكذا، تشير الإحصائيات المنشورة عن وزارة الاقتصاد إلى ارتفاع عدد الإناث المواطنات (15 سنة فأكثر) في قوة العمل من 15,729 عام 1995 إلى 49,000 عام 2006؛ أي شكلت 22% من إجمالي القوة العاملة المواطنة عام 2006، كما ارتفعت نسبة مساهمة السكان الإناث المواطنات في إجمالي القوة العاملة المواطنة من 5.4% عام 1995 إلى 11.8% عام 2006.
وتعمل المرأة في الإمارات بكفاءة واقتدار ضمن الكوادر الوطنية العاملة في مجال أبحاث الفضاء الخارجي، وفي منظومة وكالة الإمارات للفضاء، إضافة إلى عملها في قطاعات إستراتيجية تنموية جديدة تقوم على اقتصاد المعرفة والإبداع والابتكار، من بينها الطاقة المتجددة والطاقة النووية للأغراض السلمية وتصنيع وإطلاق الأقمار الصناعية وتكنولوجيا صناعة الطيران وتكنولوجيا صناعة الأسلحة العسكرية.
وتتضمن الخطة التنفيذية، لمجلس سيدات أعمال أبو ظبي، لعام 2016 مشاريع إستراتيجية وتشغيلية، ويأتي في مقدمة هذه المشاريع تأسيس نادي ريادة الأعمال المبتكرة والذي يهدف إلى نشر الوعي بثقافة الإبداع والابتكار في ريادة الأعمال وتشجيع المرأة على توليد الأفكار المبدعة ليتم تطويرها وتنفيذها ومتابعتها من قبل المجلس وبما يعزز دور المرأة الاقتصادي ومساهمتها في عملية التنمية الاقتصادية الشاملة والمستدامة.
ومن الشخصيات البارزة في القطاع الاقتصادي بالإمارات الشيخة لبنى القاسمي. فمن موظفة حاصلة على جائزة التميز الحكومي في دبي، إلى وزيرة للاقتصاد والتخطيط في الدولة، لتتولى بعد ذلك حقيبة التجارة الخارجية، وغيرها من المهمات الرفيعة الأخرى في دولة الإمارات، إلى أن أصبحت أخيراً وزيرة للتنمية والتعاون الدولي، تلك هي المراتب التي تختصر جانباً من مشوار الشيخة لبنى القاسمي أبرز الأسماء النسائية الإماراتية والعربية في السنوات الأخيرة، والتي تضعها مجلة «فوربس» الأميركية كأقوى وأول امرأة عربية في العالم ضمن القائمة الرئيسة لأهم الشخصيات العالمية النسائية، التي ضمت 100 سيدة في العالم، فكانت أول فتاه إماراتية تحصل على جائزة «التميز الحكومي» التي كانت منذ 15 عاماً حكراً على الرجال، قبل أن يتغير الحال، على ايدي الإماراتيات أنفسهن، ولتصبح أيضاً أول وزيرة في الإمارات التي تضم تشكيلتها الحكومية اليوم 4 وزيرات.
ومن عالم الاقتصاد والأعمال أيضا، يبرز اسم الشيخة هند عبد العزيز القاسمي التي استطاعت خلال مسيرتها أن تترك العديد من البصمات في مجال الأعمال في دولة الإمارات، بهدف العمل على توفير الدعم والمساندة للمرأة في المجال الاقتصادي والاستثماري في شكل دائم. وخلال مشوارها، شغلت الشيخة هند العديد من المناصب، من أهمها رئاسة مجلس إدارة مجلس سيدات أعمال الإمارات، حيث قدمت العديد من المبادرات التي تهدف إلى تعزيز دور المرأة كسيدة أعمال، وعنصر فاعل في بناء الاقتصاد الوطني. واختيرت القاسمي خبيرة بالأمانة العامة لمجلس الوحدة الاقتصادية العربية لمنطقة الخليج، كأول سيدة تشغل هذا المنصب الرفيع. ولم تقتصر إسهامات الشيخة هند القاسمي الحاصلة على شهادة الدكتوراه في علم الاجتماع من جامعة عين شمس في جمهورية مصر العربية على مجال الاقتصاد فحسب، بل اختارها مجلس إدارة مركز دراسات مشاركة المرأة العربية الذي يتخذ من باريس مقراً رئيساً له، سفيرة النوايا الحسنة لبرنامج التنمية العلمية والإنسانية الموجّه إلى تلبية احتياجات المرأة الإنسانية في جزر القمر. كما تبوأت منصب الخبير التربوي للمكتب الفني لوزير التربية والتعليم في الإمارات.

### الدور الثقافي

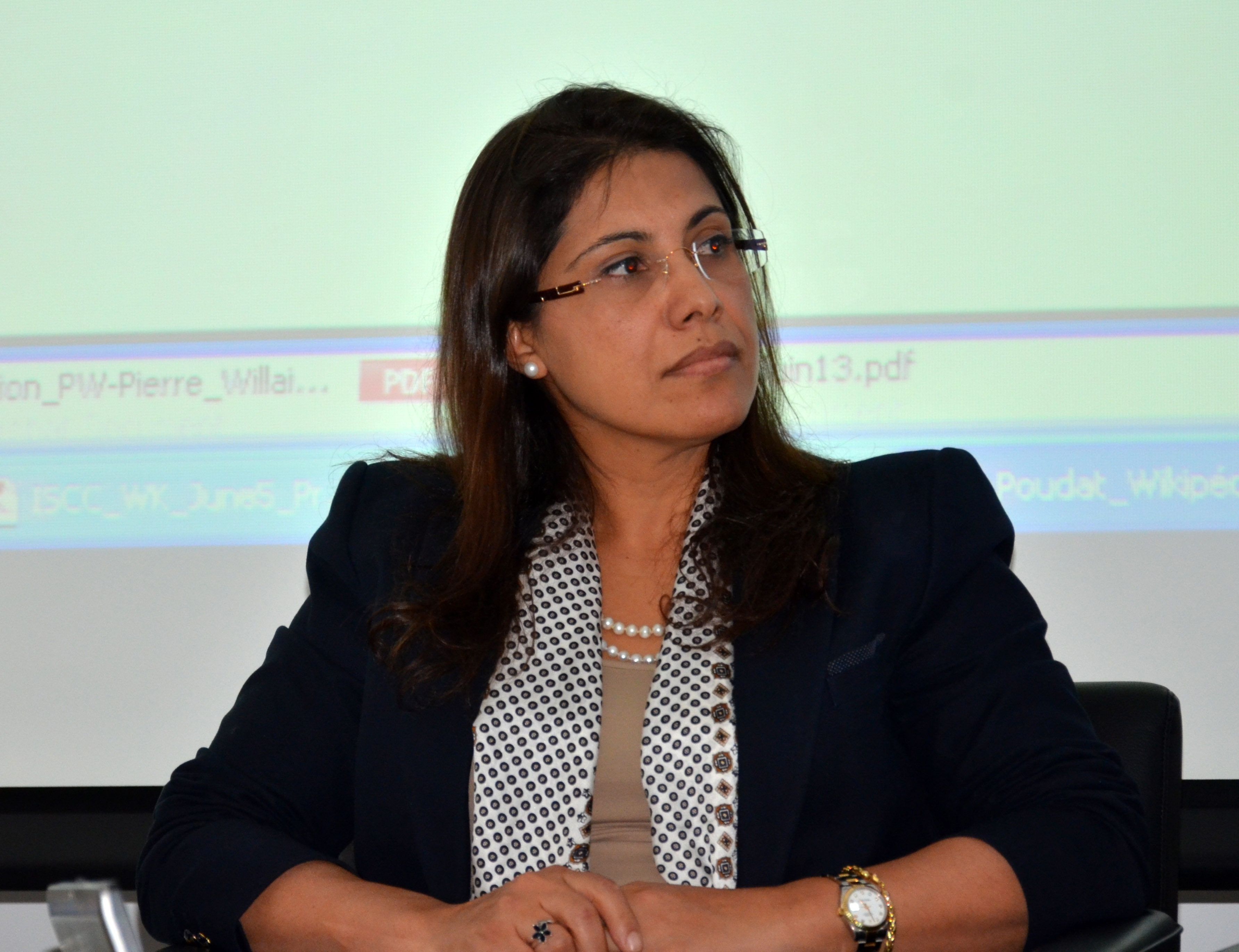
إلهام العلاقي الأستاذ في الجامعة الأميركية في الشارقة، الإمارات العربية المتحدة، في عرض عن ويكيبيديا العربية وحيثيات رسم الخرائط، 2013

تسعى المؤسسات الثقافية بالإمارات لمنح هامش أكبر للمرأة الإماراتية للإبداع. ففي مجال الإبداع الشعري، لا تزال الجهود مبذولة من أجل تمكين المرأة في هذا المجال؛ حيث أطلق بيت الشعر الإماراتي، جماعة الشعر النسائية (الفصيح والنبطي) التي تهدف إلى تطوير الأدوات الكتابية الشعرية لدى مختلف الفئات الشعرية النسائية وفق دراسة أكاديمية وبرامج وفعاليات وأنشطة أدبية، وتحت إدارة وإشراف مجموعة من أصحاب الخبرة في مجال الشعر.
كما يضم الصالون النسائي، للشاعرات، نخبة من شاعرات وأديبات الإمارات منهن: علياء جوهر، كلثم عبد الله، وظبية الإمارات، هنادي المنصوري (بنت السيف)، فايزة الأسيرة، سلمى الشامسي (شاعرة البادية)، همس الإمارات، شهناز محمد علي، وقد ادارت الصالون كل من الشاعرتين مريم النقبي (سجايا الروح)، ونوال سالم (نسايم السادة)، والشاعرة بشرى عبد الله بن علي.
أما على الصعيد الفني، فإن واقع المرأة في السينما الخليجية عمومًا، لا ينفصل عن واقع المرأة الإماراتية بأخيها الرجل، فهذا المجال عمومًا، مازال يعاني من ضعف التواجد الإماراتي.
من ناحية أخرى، فقد استطاعت النساء بالإمارات، اقتحام مجالي الدراما والإعلام، وتعد مدينة دبي للاستديو هات، مقراً لمجموعة من شركات الإنتاج العالمية المرموقة والمواهب والمرافق، والبنية التحتية المخصصة لقطاعات الإنتاج والبث الإعلامي وإنشاء المحتوى. ومن ألمع الأسماء الإعلامية النسوية في الإمارات؛ رؤى الصبان، منى خليل، علياء الشمري.
وفي الحقل التعليمي، حصلت الإمارات عام 2013 على على مركز الصدارة عالميا في التحصيل العلمي للمرأة، والمركز الأول في تقليص الفجوة بين الجنسين على مستوى دول منطقة الشرق الأوسط وشمال أفريقيا، وذلك وفقا للمؤشر العالمي للفجوة بين الجنسين للمنتدى الاقتصادي العالمي. وقد استند المؤشر إلى تحليل أربعة عوامل، هي: جودة التعليم، المساهمة الاقتصادية، السياسية، المساواة في مجال الرعاية الصحية.

## الدور الرياضي
نالت رياضة المرأة في الإمارات وعلى مدار سنوات طويلة الكثير من الاهتمام والرعاية والدعم من القيادة الرشيدة سمو الشيخة فاطمة بنت مبارك رئيسة الاتحاد النسائي العام رئيسة المجلس الأعلى للأمومة والطفولة الرئيسة الأعلى لمؤسسة التنمية الأسرية ” أم الإمارات” بما ساهم في تحقيقها للكثير من الانجازات وتبوء مكانة مرموقة على المستوى العالمي.
ويأتي الاحتفال السنوي باليوم العالمي للمرأة، ليكون شاهداً على النهضة التي تعيشها رياضة المرأة في الإمارات، على مختلف الأصعدة بعد وصول الكثير من الجهات الداعمة لها إلى مستويات عالمية من الكفاءة والمهارة والقدرة والتخطيط الإستراتيجي لمستقبل رياضة المرأة.
وتدين رياضة المرأة في الإمارات بالفضل إلى العديد من الجهات والمؤسسات الإماراتية المهتمة بهذا الشأن، والتي تأتي على رأسها 3 كيانات كبرى، كانت لها الدور الأكبر في إحداث النقلة الكبيرة في رياضة المرأة.. تأتي في مقدمتها أكاديمية فاطمة بنت مبارك للرياضة النسائية، والتي تأسست في أكتوبر 2010 وتترأس مجلس إدارتها الشيخة فاطمة بنت هزَّاع بن زايد آل نهيان، وعلى مدار حوالي 12 عاما نجحت الاكاديمية في تكريس جهودها لنشر وتيسير ممارسة الرياضة النسائية في الإمارات، ونظمت المئات من البطولات الرياضية في مختلف اللعبات.

## تمكين المرأة
يعتبر تمكين المرأة وتزويدها بالمهارات والقدرات التي تمكن المرأة من المشاركة في التنمية المستدامة من الأهداف الاستراتيجية والمحورية للحكومة بخاصة للاتحاد النسائي العام، تحقيقا لذلك يعمل الاتحاد النسائي العام جاهدا من خلال ما يزخر به إمكانات جل تذليل كافة الصعوبات التي قد تعيق مشاركة المرأة في مختلف القطاعات. فمنذ تأسيس الاتحاد النسائي العام حرصت الشيخة فاطمة بنت مبارك؛ رئيسة الاتحاد النسائي العام، الرئيس الأعلى لمؤسسة التنمية الأسرية، رئيسة المجلس الأعلى للأمومة والطفولة؛ على وضع أطر عامة واضحة لمجالات عمل الاتحاد النسائي العام، من أجل تمكين المرأة في مختلف المجالات.

### حقوق المرأة والمساواة بين الجنسين في دولة الإمارات العربية المتحدة
تخضع حقوق المرأة في دولة الإمارات لتدقيق مشدد إثر ظهور مقاطع فيديو للشيخة لطيفة، ابنة حاكم دبي الشيخ محمد بن راشد آل مكتوم، تزعم خلالها إن حياتها مهددة بعد أن اختطفها والدها عند محاولتها الهرب في عام 2018. وفي 26 فبراير 2021، قدمت هيومن رايتس ووتش تقريرًا إلى لجنة الأمم المتحدة بشأن امتثال الإمارات لاتفاقية القضاء على جميع أشكال التمييز ضد المرأة (سيداو). وتناول التقرير المواد 1، و2، و3، و6، و11، و12، و14، و15، و16 من الاتفاقية وأنه استند إلى المعلومات التي تناولتها تقارير وسائل الإعلام ومنشورات الشيخة لطيفة.
واحتلت دولة الإمارات المرتبة الأولى في منطقة الخليج والثامنة عشر من أصل 162 دولة في مؤشر عدم المساواة بين الجنسين الصادر عن برنامج الأمم المتحدة الإنمائي بعد أن احتلت المرتبة 26 عالميًا في عام 2019. كما صنّف المنتدى الاقتصادي العالمي دولة الإمارات في عام 2020 كثاني أفضل دولة في منطقة الشرق الأوسط وشمال أفريقيا في المساواة بين الجنسين. وفي تقرير العالمي للفجوة بين الجنسين الصادر عن المنتدى الاقتصادي العالمي، احتلت دولة الإمارات المرتبة 72 من بين 153 دولة في عام 2021، مرتفعة من المرتبة 120 في عام 2020.  كماحصدت المرتبة الأولى عربياً والحادية عشرة عالمياً في «مؤشر التوازن بين الجنسين 2022»، الصادر عن برنامج الأمم المتحدة الإنمائي، وتصدرت الدول العربية في «تقرير الفجوة بين الجنسين 2022»،

### التمكين الاجتماعي والاقتصادي
يقوم الاتحاد النسائي العام بدراسة وتحليل السياسة العامة في مجالي التنمية الاجتماعية والاقتصادية للمرأة، بهدف اقتراح الوسائل اللازمة لتوعية المرأة بحقوقها وواجباتها الاجتماعية ولاقتصادي، والعمل على إدماج قضاياها في التنمية، وتعزيز المفاهيم والممارسات الاجتماعية والاقتصادية السليمة والحد من الممارسات الاجتماعية والاقتصادية السلبية، واقتراح السياسات والبرامج اللازمة والكفيلة بتحقيق ذلك.
ومن بين منجزات الاتحاد إنشاء مكتب الرؤية والذي بدأت فكرته تتعمم على بقية إمارات الدولة؛ حيث كان للاتحاد النسائي العام الفضل في تحويل مسألة تبادل رؤية الأبناء في الأسر التي تعاني من الطلاق والنزاعات الأسرية خارج مراكز الشرطة لتتم داخل الاتحاد النسائي العام في جو نفسي آمن لكل من الآباء والأبناء. كما يعتبر الاتحاد النسائي العام صاحب المبادرة الداعية إلى تأسيس المجلس الأعلى للطفولة والأمومة بالدولة. يعتبر الاتحاد النسائي العام أول من دعا الأسر الإماراتية للتنافس على القيم المجتمعية السليمة من خلال جائزة فاطمة بنت مبارك للأسرة المثالية التي انطلقت عام 1997. كما يعمل الاتحاد النسائي المرأة على تأهيل المرأة وتوعيتها بالقضايا الاجتماعية المتعلقة بالعلاقات الأسرية وتربية الأبناء بالإضافة إلى القضايا الصحية والبيئية المؤثرة على أمن واستقرار الأسرة. يلعب الاتحاد النسائي العام دورا بارزا في تسليط الضوء على قضايا مجتمعية حيوية ومن ثم دعوة المؤسسات العاملة بالدولة إلى التفاعل مع تلك القضايا بغية إيجاد حول مناسبة لها. ومن أبرز مساهماته إطلاق البرنامج الوطني لمكافحة التدخين بين الأطفال والمراهقين والذي أدى إلى ظهور العديد من التشريعات المحلية والاتحادية المقننة للتدخين في الأماكن العامة. كما كان لندوة مصيدة القروض والديون صدى في تسليط الضوء على القضية مما دفع المجلس الوطني الاتحادي لتخصيص إحدى جلساته لمناقشة هذه المسألة.
أطلق الاتحاد النسائي العام مجموعة من المبادرات التي تم ساهم في التمكين الاقتصادي المرأة من خلال تأهيلها للمساهمة بفعالية في سوق العمل من خلال طرح مجموعة من البرامج التدريبية لتنمية المهارات الإدارية والتقنية واللغوية لدى المرأة، بالإضافة إلى مساعدة خريجات مؤسسات التعليم العالي في الحصول على وظائف مناسبة من خلال مكتب توظيف الخريجات بالاتحاد النسائي العام. إن الاتحاد النسائي العام كان من الجهات السباقة بالدولة التي اهتمت بتحسين الوضع الاقتصادي للأسر المحدودة الدخل من خلال تشجيع المرأة على العمل والإنتاج من خلال مشروع الأسر الوطنية المنتجة والذي أصبح اليوم منتشرا في كافة إمارات الدولة كما أن وزارة الشؤون الاجتماعية أصبحت تولي اهتمام خاصا بهذه المشاريع. ويذكر أن فكرة مشروع الأسر المنتجة كانت دافعا وراء قيام مجلس سيدات أعمال أبو ظبي بالعمل على إصدار ترخيص مبدعة الذي يتيح للمرأة ممارسة النشاط التجاري بشكل رسمي من خلال المنزل.
وفي المجال الرياضي وعام 2012 تم تخريج 28 حكمة من الكوادر النسوية الوطنية في كرة القدم وجاء ذلك في سياق برامج ومبادرات لجنة كرة القدم للسيدات التابعة لمجلس أبو ظبي الرياضي الهادفة إلى تنمية الثقافة الكروية النسوية والعمل على توسيع قاعدتها بجانب استقطاب وتأهيل كوادر تحكيمية وإدارية جديدة.
وفي القطاع الاقتصادي، وبالخصوص في مجال الوظائف، أظهر استطلاع آراء الموظفين الإماراتيين حول عمل المرأة الإماراتية وتوليها مناصب إدارية وقيادية عليا أن الموظفين يؤيدون عمل المرأة المواطنة خارج بيتها لكن مع وجود تخوف من أن يكون هذا العمل على حساب بيتها وأسرتها، كما أن الموظفين يؤيدون تولي المرأة الإماراتية مناصب إدارية وقيادية عليا في مؤسساتهم ويثقون بقدرتها على القيام بمهام هذه الوظائف. كما أظهر التحليل أن النساء الإماراتيات يفضلن العمل في وظائف تختلف عن تلك التي يفضلها لهن الرجال مع تشابه الطرفين في تفضيل عمل المرأة المواطنة في الوظائف الحكومية عموما. وقد تأثرت آراء الموظفين بعوامل رئيسية هي الجنس ومستوى التعليم ودرجة التمدن والتمسك بالقيم والعادات والتقاليد الإماراتية ودرجة المحافظة أو التحرر.
وتعتبر بلدية دبي من أولى الدوائر الحكومية التي سعت إلى توظيف المرأة فكانت البادرة الأولى في عام 1969 بتوظيف امرأة مواطنة واحدة، ثم توقف التعيين في السنوات التي تلتها حتى عام 1974 حيث بدأ التعيين فيها يتدرج بشكل بطيء إلى ان بدأ بشكل جيد من عام 1984، واصبح ينمو بشكل مضطرد إلى ان وصل إلى أعلى قمته في عام 2000 بواقع 129 موظفة مواطنة. فضلا عن 11 موظفة وافدة، كما تم حتى سبتمبر الجاري تعيين 35 موظفة مواطنة و11 موظفة وافدة. وتأتي بلدية دبي في مقدمة الدوائر الحكومية التي افسحت مجالا كبيرا للمرأة العاملة من المواطنات حتى تشارك في خدمة المجتمع جنبا إلى جنب مع زميلها الرجل وقد وصل عددهن وفقا لاخر الاحصائيات بادارة شئون الموظفين إلى 450 موظفة يعملن تقريبا في معظم الادارات والاقسام المختلفة وتعتبر إدارة المختبر المركزي وشئون الموظفين من أكثر الادارات التي تضم الموظفات المواطنات ويصل عددهن في الادارتين إلى 90 موظفة ادارية وفنية ويصل عددهن في إدارة الصحة العامة إلى 30 موظفة وفي إدارة الحدائق العامة والزراعة إلى 43 موظفة بينما يصل عددهن في إدارة الشئون الادارية إلى 78 موظفة وتصل نسبة الموظفات المواطنات ببلدية دبي إلى 30% من قوة العمل المواطنة. وتتنوع الوظائف التي تشغلها الموظفات في البلدية فهناك رئيسة القسم وأمينات مكتبة وضباط اداريون ومحاسبة وكتبة والسكرتيرات والمهندسات والتقنيات المتخصصات وتولي إدارة البلدية اهتماما بالغا لتتولي المرأة وظائف قيادية اشرافية فهناك رؤساء أقسام ورؤساء شعب مما يؤكد الثقة الكبيرة الموكلة اليها والمهام التي يمكن ان تثبت فيها جدارتها وكفاءتها.

### التمكين الصحي والبيئي
إن دراسة وتحليل السياسة العامة في مجالي صحة المرأة والبيئة تعتبر من أولويات عمل الاتحاد النسائي العام، والرامية إلى دراسة البرامج الصحية والبيئية الموجهة للمرأة والمنفذة من قبل الجهات الحكومية الاتحادية والمحلية والقطاع الخاص، وتقديم الاقتراحات المتعلقة بتحسين الوعي الاجتماعي للمرأة في جانبي الصحة والبيئة. ومن ثم التواصل والتنسيق مع الأجهزة المعنية بتنفيذ برامج صحة المرأة في الدولة.

### التمكين التشريعي والسياسي
إن التمكين التشريعي والسياسي يعتبران من المحاور الأساسية في الاستراتيجية الوطنية لتمكين وريادة المرأة الإماراتية، لذا يحرص الاتحاد النسائي العام على دراسة السياسة العامة في شأن التنمية السياسية للمرأة واقتراح البرامج والأدوات اللازمة لدعم مشاركتها السياسية وتحسين مستوى التوعية السياسية، إلى جانب اقتراح تعديل التشريعات التي تساهم بشكل مباشر أو غير مباشر في بيئة تمكينية وداعمة للمرأة في مختلف القطاعات، من خلال إبداء الرأي في مشروعات القوانين والمراسيم واللوائح والقرارات ذات صلة والتي تحال إليه من الجهات الرسمية الاتحادية والمحلية. كما يعمل الاتحاد النسائي العام نشر الثقافة القانونية لدى المرأة بما يمكنها من معرفة حقوقها وواجباتها المنصوص عليها في التشريعات الاتحادية والمحلية والمواثيق الدولية. ومن أبرز إنجازات الاتحاد النسائي العام في هذا المجال نذكر ما يلي:
للاتحاد النسائي العام جهود واضحة في مجال تمكين وتأهيل المرأة الإماراتية للمشاركة السياسية منذ عام 2004 قبل التجربة الانتخابية الأولى لدولة الإمارات العربية المتحدة؛ إذ ان جهوده في تلك الفترة ساهمت بشكل واضح في تهيئة المجتمع للمشاركة السياسية للمرأة، وذلك من خلال تنظيم المؤتمرات والندوات المتخصصة في هذا المجال والتي أتاحت أيضا للمرأة الإماراتية فرصة الاطلاع على تجارب الدول العربية الشقيقة وخاصة في فترة الانتخابات، كما أن إطلاق الاتحاد النسائي العام لمشروع تعزيز دور البرلمانيات العربيات خلال الفترة ما بين 2004 – 2007 ساهم بنشر الوعي بأهمية المشاركة السياسية للمرأة بالإضافة إلى تأهيل مجموعة من الشخصيات النسائية القيادية، علما بأن الهيئة الانتخابية قد تضمن أسماء بعض السيدات المنتسبات للمشروع.
للاتحاد النسائي العام دور فاعل في الحث على إصدار ومراجعة تشريعات والاتفاقيات المتعلقة بقضايا المرأة والطفل في دولة الإمارات العربية المتحدة. ومن أبرز انجازات الاتحاد النسائي العام في هذا المجال:
- التعجيل بإصدار قانون الأحوال الشخصية بالدولة بالإضافة إلى مراجعة واقتراح بعض التعديلات على مسودة مشروع القانون.
- حث وزارة الشؤون الاجتماعية إلى إصدار تشريع بشأن توفير دور الحضانات في المؤسسات العاملة بالدولة.
- مساهمة بفعالية في اللجان المشكلة بوزارة الخارجية والمعنية بمراجعة والتصديق على الاتفاقيات الخاصة بحقوق المرأة والطفل بالإضافة إلى إعداد تقارير الدولة المرفوعة إلى المنظمات الدولية والإقليمية بشأن حقوق المرأة والطفل.
- توعية المرأة بحقوقها القانونية التي تضمنتها التشريعات المختلفة.

### هيئات معنية بتمكين المرأة

#### مؤسسة دبي للمرأة
مؤسسة دبي للمرأة هي هيئة تأسست في عام 2006 بموجب المرسوم رقم 24 الذي أصدره الشيخ محمد بن راشد آل مكتوم، نائب رئيس الدولة رئيس مجلس الوزراء حاكم دبي. وترأس المؤسسة الشيخة منال بنت محمد بن راشد آل مكتوم، حرم الشيخ منصور بن زايد آل نهيان، نائب رئيس مجلس الوزراء وزير شؤون الرئاسة. وبصفتها مؤسسة حكومية تابعة لحكومة دبي وبناء على مرسوم التأسيس، تهدف المؤسسة إلى تطوير قدرات المرأة الإماراتية وإبراز دورها الفاعل في المجتمع وتشجيع ودعم مشاركة المرأة في المجالين المهني والاجتماعي.
تنص بنود إنشاء المؤسسة على القيام بالأبحاث الموسعة، والدراسات النوعية والإحصائية الهادفة إلى تحديد الأوضاع المهنية للمرأة العاملة في إمارة دبي، إضافة إلى إطلاق المبادرات الهادفة إلى تعزيز فرص تطور المرأة، كما تقوم المؤسسة برفع التوصيات المتعلقة بالسياسات والمبادرات الخاصة بالمرأة إلى حكومة دبي واقتراحها كحلول تدعم تمكين المرأة من القيام بدور أكبر على النطاقين المحلي والعالمي. ويشمل مفهوم «مشاركة المرأة» الإقرار بدورها في مجالات الفنون، والرياضة، والقيادة في الحياة المهنية، إضافة إلى دورها الحيوي في المجتمع مثل الأنشطة الإنسانية والخيرية ومشاركتها في الحياة السياسية.
وتشرف المؤسسة على مجموعة من المبادرات والمشاريع أهمها:
- منتدى القيادات النسائية العربية: يعتبر «منتدى القيادات النسائية العربية» مؤتمراً سنوياً تنظمه «مؤسسة دبي للمرأة» للمساهمة في التنمية الاقتصادية والاجتماعية لدولة الإمارات العربية المتحدة، وذلك من خلال وضع السياسات التي تراعي الفوارق بين المرأة والرجل.
- ملتقى قيادات الإمارات: يتمثل أحد أهم أهداف «مؤسسة دبي للمرأة» في تشجيع المرأة على لعب أدوار ريادية في أماكن عملهن. ولا بد لتحقيق ذلك من إفساح المجال أمامهن للتواصل مع قيادات نسائية بشكل مستمر. ومن هنا، يعد «ملتقى قيادات الإمارات» أحد أهم الفعاليات.
- جلسات التطوير المهني: تتمتع هذه الجلسات بأهمية كبيرة لتعزيز كفاءة الأفراد عبر توفير التدريب اللازم لمساعدتهم على تعميق خبراتهم. وتم تصميم جلسات التطوير المهني الخاصة بـ «مؤسسة دبي للمرأة» لتغطي المجالات الأكثر أهمية بالنسبة للقيادات النسائية.
- برنامج الإمارات للقيادات النسائي: من الأهداف الاستراتيجية لـ «مؤسسة دبي للمرأة» تعزيز كفاءات ومهارات المرأة الإماراتية بما يناسب الحاجات والأولويات الاستراتيجية لدولة الإمارات العربية المتحدة؛ ولهذا الغرض، طورت المؤسسة «برنامج الإمارات للقيادات النسائية».
- المشروع الوطني للحضانات: تم إطلاق «المشروع الوطني للحضانات» بتوجيهات من الشيخة منال بنت محمد بن راشد آل مكتوم، وذلك بموجب قرار مجلس الوزراء رقم 19 لسنة 2006 المتعلق بإنشاء دور الحضانة في المؤسسات الحكومية.
- تقرير المرأة العربية والقيادة: أطلقت «مؤسسة دبي للمرأة» تقرير«المرأة العربية والقيادة» بهدف تسليط الضوء بشكل موثق على القيادات النسائية في العالم العربي؛ حيث قام التقرير بتقييم آراء وتصورات وتوصيات أكثر من 94 امرأة عربية في مواقع قيادية.
- مبادرة المرأة في مجلس الإدارة: تحت رعاية من الشيخة منال بنت محمد بن راشد آل مكتوم، حرم الشيخ منصور بن زايد آل نهيان، نائب رئيس مجلس الوزراء وزير شؤون الرئاسة، رئيسة مؤسسة دبي للمرأة، وتعاوناً مع معهد حوكمة الشركات «حوكمة».[26]

#### مجلس التوازن بين الجنسين
مجلس الإمارات للتوازن بين الجنسين هدف تفعيل دور المرأة كشريك أساسي في صنع المستقبل وذلك تماشيا مع نهج الدولة في تعزيز مكانة المرأة في المجتمع بما يكفل لها التواجد في ميادين العمل كافة.

#### الاتحاد النسائي العام
في 27 أغسطس عام 1975، تأسس «الاتحاد النسائي العام» برئاسة الشيخة فاطمة بنت مبارك بموجب القانون الاتحادي رقم 6 لسنة 1974، وهو بمثابة الآلية الوطنية المعنية بالنهوض وتمكين وريادة المرأة في دولة الإمارات العربية المتحدة، كما أنه المظلة التي تدعم جهود الحركات النسائية في دولة الإمارات العربية المتحدة وتوجهها بما يكفل خدمة المرأة في مختلف المحافل المحلية والإقليمية والدولية.

### فريق العمل في دبي
أصدر المدير العام ب‍بلدية دبي قرارا بتشكيل فريق عمل يسمى «فريق العمل النسائي» في البلدية برئاسة مريم أحمد بن فهد الذي يختص بأعداد خطة عمل لتنظيم المبادرات المجتمعية والأنشطة والفعاليات التي تنظمها البلدية والتي تهدف لإبراز المبدعات من الموظفات في بلدية دبي والمتميزات منهن لتشجيع الموظفات من مختلف الفئات الوظيفية على المشاركة في الفعاليات المختلفة التي تقام داخل البلدية أو خارجها ورفع مستوى الوعي لديهن حول الموضوعات المجتمعية التي تؤثر على المرأة العاملة. ويختص عمل الفريق بالإطلاع على أفضل الممارسات العالمية التي تعني بالاهتمام بالمرأة العاملة والاستفادة منها في تطوير الأداء وتلمس احتياجات موظفات البلدية والسعي بفعالية لتحقيق تلك الاحتياجات وقياس أثر ذلك على مستوى رضائهن.

## التوعية

### التوعية بالتراث والهوية الوطنية
يساهم الاتحاد النسائي العام وبشكل ملحوظ في ترسيخ الهوية الوطنية والحفاظ على الموروث الشعبي والعادات والتقاليد الاصيلة ونقلها للأجيال القادمة وذلك من خلال مركز الصناعات التراثية والحرفية التي توفر فرصة مميزة لطلبة المدارس والسواح للتعرف عن قرب على تراث دولة الإمارات العربية المتحدة عبر أقسامه المختلفة أو من خلال مشاركاته في المعارض والمهرجانات المحلية والإقليمية والدولية، إلى جانب حرصه على توثيق هذا الموروث عبر سلسلة من الإصدارات والمنشورات.
«متحف المرأة في دبي»، هو مركز ثقافي توثيقي، يهتم بتاريخ المرأة في الإمارات، وحاضرها، وكل ما يتعلق بجوانب حياتها من: فكر، وثقافة، وفنون، وآداب، وتراث، وتاريخ، ونمط وطقوس حياتها اليومية. والمادة التوثيقية التي يعرضها المتحف تبرز الدور الحقيقي للمرأة في كافة المجالات ونسعى لأن تكون خدمة معرفية اصيلة كافية للتدليل على مكانة المرأة الإماراتية وانجازاتها بفضل ما تجده من دعم ومساندة حكومية ومجتمعية، يمكن ان تمثل مرجعية معرفية للمنظمات الدولية المعنية بقضايا المرأة وحقوقها ودورها المجتمعي. ويسعى المتحف للتواصل مع المؤسسات والمنظمات الإقليمية والدولية المعنية بالثقافة والفنون وقضايا المرأة، حريصين ان نوجد مرجعيه لهذه المؤسسات للتعرف على ما انجزته المرأة في دولة الإمارات، وفي ذات الوقت نتيح للمرأة في الامارت التواصل مع المؤسسات والمنظمات الدولية المعنية لتبادل الخبرات معها، واثراء اشكال العطاء الثقافي والإنساني للمراة الإماراتية.
وحرصا على تفعيل دور المتحف وجعله منطلقاً لأعمال إبداعية على مستوى الفكر والثقافة والشعر، فقد عني المتحف بتأسيس «مركز دراسات المرأة» الذي خصصت فيه مكتبة تحوي العديد من المؤلفات الفكرية والأدبية والعلمية لكاتبات إماراتيات، كما تحوي مؤلفات أخرى كتبت عن المرأة. بالإضافة إلى ما سينظمه المركز من ندوات، ومحاضرات، ومؤتمرات، وورش عمل تعني بقضايا المرأة بكل جوانبها.

### التوعية المجتمعية
يحرص الاتحاد النسائي العام على المساهمة في توعية المجتمع عامة والمرأة خاصة بمختلف القضايا والتي من شأنها أن تؤثر على أمن واستقرار الأسرة الإماراتية، وذلك من خلال إطلاق مبادرات توعوية تتواكب مع مستجدات الساعة أو تلك التي تتوافق مع رؤية واستراتيجيات الحكومة. وينتهج الاتحاد النسائي العام وسوائل تثقيفية متنوعة تهدف إلى توصيل الرسائل التوعية والتثقيفية إلى الشريحة المستهدفة أينما كانت.

## فعاليات لتكريم المرأة

### يوم المرأة الإماراتية
تحتفل دولة الإمارات العربية المتحدة اليوم " الثامن والعشرين من شهر أغسطس ب‍«يوم المرأة الإماراتية» إيمانا من قيادة الدولة الرشيدة بأهمية مساهمات بنات الوطن ودورهن في جهود التنمية ونهضة البلاد وتقديرا وتكريما لما قدمنه لدعم مسيرة الدولة داخل الوطن وخارجه.
وأعلنت الشيخة فاطمة بنت مبارك رئيسة الاتحاد النسائي العام، الرئيس الأعلى لمؤسسة التنمية الأسرية رئيسة المجلس الأعلى للأمومة والطفولة 8 مارس 2016 في مؤتمر المرأة الإماراتية «تميز وابتكار» أن الاحتفال بيوم المرأة الإماراتية للعام 2016 سيكون تحت شعار «المرأة والابتكار» تقديرا وتكريما من سموها لإسهامات المرأة في مجال الابتكار الذي يشكل منعطفا مهما في مسيرة المرأة الإماراتية الرائدة ولتثبت لوطنها وللعالم بأكمله أنها جديرة على حمل راية الإبداع والتفوق في كل قطاع وأنها عند حسن ظن قيادتها بها كما كانت على الدوام وفي كل المواقف فهي الأم المبدعة والمبتكرة في عملها وعلمها وفي منزلها ومجتمعها تماما كما هي مبدعة ومبتكرة في تربيتها لأولادها وحسن تعاملها مع الآخرين.

#### إصدار طابع تذكاري احتفاء بمناسبة يوم المرأة الاماراتية
تم إطلاق طابع تذكاري مميز احتفاءً بيوم المرأة الإماراتية لعام 2023 بالتعاون مع مجموعة بريد الإمارات ، تحت شعار "نتشارك للغد"و يرمز الطابع إلى الفخر والاعتزاز بمسيرة المرأة الإماراتية ويحتفي بمساهماتها في بناء الدولة.

### جائزة الإمارات للسيدات
تهدف جائزة الإمارات للسيدات والتي تقام تحت رعاية الشيخ أحمد بن سعيد آل مكتوم رئيس هيئة الطيران المدني بدبي الرئيس الأعلى لمجموعة طيران الإمارات والراعي الفخري للمجموعة، والتي انطلقت في العام 2003 إلى تقدير وتكريم الإسهامات المتميزة لسيدات الأعمال والمهنيات في دولة الإمارات العربية المتحدة، إلى جانب تفعيل مساهمة السيدات في المهمة الهادفة إلى تعزيز التميز في مجال الأعمال بالدولة.

## المنظمات النسائية

### الجمعيات المحلية
جاءت مواد الدستور لتؤكد أن المرأة مهما ارتقت في المناصب تبقى راعية لأسرتها وأبنائها، فالأسرة أساس المجتمع، ورعاية الطفولة والأمومة مسؤولية الدولة والمجتمع؛ وحتى توازن المرأة بين بيتها وعملها كان لا بد من توحيد الجهود في إطار يجمعها؛ ومن منطلق مواد الدستور تكاتفت الجهود ونظمت في إطار تجمع نسائي. وورد في المادة 33: «حرية الاجتماع، وتكوين الجمعيات، مكفولة في حدود القانون.»
بدأت مسيرة النهضة النسائية بدولة الإمارات العربية المتحدة مع أول تجمع نسائي في الثامن من فبراير عام ألف وتسعمئة وثلاثة وسبعين؛ وذلك بدعم وتشجيع من الشيخة فاطمة بنت مبارك قرينة الشيخ زايد بن سلطان آل نهيان، وكان مما قالته: «وكل الأعمال التي أقوم بها في الجمعية النسائية والاتحاد النسائي هي نتيجة لكل ما بثه سموه فيَّ من تشجيع على خدمة المرأة في دولة الإمارات.. إنه مثلي الأعلى.»
وكانت البداية في أبو ظبي، وأرسيت قواعد جمعية نهضة المرأة الظبيانية؛ لتكون أول جمعية نسائية في الدولة، ثم انتظم العقد؛ ليتكون من:
1. جمعية نهضة المرأة الظبيانية في إمارة أبو ظبي (1973)، وأشهرت (1975)
2. جمعية الاتحاد النسائي في إمارة الشارقة ، وأشهرت (1974)
3. جمعية أم القيوين في إمارة أم القيوين، وأشهرت (1974)
4. جمعية النهضة النسائية في إمارة دبي، وأشهرت (1974)
5. جمعية أم المؤمنين النسائية في إمارة عجمان، وأشهرت (1974)
6. جمعية نهضة المرأة في إمارة رأس الخيمة، وأشهرت (1979)[1]

### الاتحاد النسائي
تحددت أهداف الاتحاد النسائي العام في المادة الرابعة من نظامه الأساسي على الشكل الآتي:
1. النهوض بالمرأة العربية روحيًا وثقافيًا واجتماعيًا؛ لتكون قادرة على المشاركة في النهضة الوطنية والعربية، بما يتناسب مع طبيعتها، مستهدية في ذلك بقيم وتعاليم ديننا الإسلامي الحنيف.
2. مد النشاط النسائي في البلاد ليشمل كافة إمارات الدولة.
3. دعم النهضة الوطنية الشاملة التي تعم البلاد والإسهام في نجاحها، بتحمل المسؤوليات وأداء المهام التي تلائم المرأة باعتبارها أختًا وزوجة وعضوة فعالة ومؤثرة في المجتمع .
4. إقامة علاقات وطيدة مع الجمعيات والاتحادات النسائية في الأمور التي تنسجم مع طبيعة الاتحاد، وأهدافه وتقاليده الخاصة

ومن الوسائل المساعدة على تحقيق هذه الأهداف:
- تشجيع تأسيس جمعيات نسائية في كافة الإمارات تنضم بدورها إلى الاتحاد وتتعاون معه.
- التعاون مع الجمعيات النسائية الأعضاء في الاتحاد للتنسيق بين نشاطاتها وتقييم طاقاتها المادية والتنفيذية تمهيداً لإمدادها بما تحتاج إليه من خبرة أو عون أدبي أو مالي لتتمكن من تحقيق أهدافها وأهداف الاتحاد.
- تأليف لجان نشاط نسوي على مستوى الاتحاد وتوفير عدد من الخبيرات المتفرغات لمساعدة الجمعيات الأعضاء على النهوض بالأنشطة النسائية بكافة أنوعها: الدينية والثقافية والاجتماعية والصحية والفنية والرياضية .
- التعاون مع أجهزة الدولة المختلفة خاصة وزارات التربية والتعليم، والشؤون الاجتماعية، والعدل والشؤون الإسلامية، والإعلام، بما يعود على القطاع النسوي في البلاد بالنفع العام.
- تنظيم اتصال مستمر ودوري بالمؤسسات النسائية العربية، وتمثيل الجمعيات الأعضاء في المؤتمرات واللقاءات النسوية العربية والدولية المنسجمة مع طبيعة الاتحاد وأهدافه .
- إقامة المعارض والأسواق في الدولة في حدود القوانين المعمول بها وبعد الاتفاق مع السلطات المختصة."[1]

## مجالس سيدات الأعمال

### مهام واختصاصات مجلس سيدات أعمال أبو ظبي
- الترويج لدور المرأة في مجال الأعمال الحرة ودعمه عن طريق المشاركة في الفعاليات والحملات والملتقيات والمؤتمرات وتنظيمها مع إتاحة الدورات للعضوات.
- إدارة وفود سيدات الأعمال وتنظيم الملتقى السنوي والمشاركة في المعارض.
- توفير ملتقى حوار مع الجهات الحكومية والرسمية لمناقشة القضايا المتعلقة بالاقتصاد والتي تدخل في نطاق اهتمامات سيدات الأعمال.
- إدارة موقع سيدات الأعمال الإلكتروني.
- تزويد عضوات المجلس بامتيازات «بطاقة إماراتية».
- القيام بإدارة دليل سيدات الأعمال.
- القيام بإدارة برنامج «مبدعة».
- فتح مجالات جديدة للسيدات وحثهم على الابتكار وتعزيز قدراتهم.
- العمل على توفير الفرص المناسبة لتدريب وتأهيل السيدات وتوسيع مشاركتهن في الأعمال التجارية والمهنية بالتنسيق مع مـركز أبو ظبي العالـمي للتمـيز الـمؤسـسي وأكاديميـة الإمارات ومركز أبو ظبي للحوكمة.[35]

### مجلس سيدات أعمال الشارقة
يعمل مجلس سيدات أعمال الشارقة تحت رعاية كريمة من قرينة الشيخ سلطان بن محمد القاسمي، عضو المجلس الأعلى حاكم الشارقة، الشيخة جواهر بنت محمد بن سلطان القاسمي، رئيس المجلس الأعلى لشؤون الأسرة، المؤسس والرئيس الفخري لمجلس سيدات أعمال الشارقة.
تتجلى رؤية مجلس سيدات أعمال الشارقة بالمساهمة الفاعلة في عملية التنمية الاقتصادية والاجتماعية الشاملة لدولة الإمارات العربية المتحدة، عن طريق تقديم الدعم الاقتصادي الكامل للمرأة والاعتراف بدورها الكبير في هذا المجال، بناء على ما تتمتع به من مهارة وكفاءة.
وتزخر إمارة الشارقة ودولة الإمارات العربية المتحدة بالكنوز غير المكتشفة، وذلك ليس لافتقار الأفراد للشغف والدافع والمبادرة، وإنما لعدم قدرتهم على الوصول بسهولة إلى المساعدات والموارد المناسبة، ويعمل مجلس سيدات أعمال الشارقة على إيجاد الحلقة المفقودة، التي تساعد مثل هذه الكفاءات على النمو والتطور ولعب دور ريادي في المجتمع.
تمكين وإلهام سيدات الأعمال ذوات المهارة العالية لتحديد وتحقيق طموحاتهن في القطاعات التقليدية وغير التقليدية بدولة الإمارات العربية المتحدة، وإمكانية تحويلها إلى حقيقة ماثلة قابلة للتطوير.
نقوم بتوفير خدمات الاستشارة التجارية المباشرة للعضوات بما يساعدهن في توسيع شبكة تواصل شراكاتهن، وحصولهن على التدريب النوعي والدعم الفني في العديد من جوانب الأعمال، ونتيح خدماتنا هذه لكافة النساء بغض النظر عن خلفياتهن الشخصية والمهنية أو التعليمية، ونحن فخورات بمجلسنا باعتباره منصة تمنح النساء مزيدا من الدعم والتشجيع والقوة، وتلبي متطلبات النجاح وتحتفي به.
وينظر مجلس سيدات أعمال الشارقة إلى مسيرة تطور كل شخص بأنها تشبه رحلة الحياة التي تخوضها اللؤلؤة، حيث تبدأ بحبة رمل صغيرة تتحول تدريجيا إلى لؤلؤة ثمينة في أعماق البحار، ونعتبر أنفسنا صدفة يتطور ما بداخلها من كائن بسيط وصولا إلى لؤلؤة نفيسة وقيمة. وكما هو معلوم، يمر تشكل اللآلئ بمراحل مختلفة قبل الوصول إلى الكمال تماما، وكذلك هي مستويات التنمية المختلفة التي نعمل عليها مع النساء اللامعات والموهوبات في الشارقة وبقية الإمارات الأخرى، وتسير هذه العملية وفق خطة طويلة المدى لأننا ندرك تماما أنه كلما طال أمد خططنا وارتقت نوعية أعمالنا، كلما كانت اللؤلؤة أكثر جمالا قبل عرضها على العالم الخارجي.

### مجلس سيدات أعمال دبي
مجلس سيدات أعمال دبي هو المنظمة الرسمية الممثلة لسيدات الأعمال في إمارة دبي، وهو أيضا الشريك الرسمي الداعم لقمة المرأة العربية في القيادة والأعمال. وأنشئ المجلس في عام 2002، تحت مظلة غرفة دبي للتجارة والصناعة. وقد وصل عدد عضواته إلى 902 من أكثر من 63 جنسية حول العالم خلال عام 2019

## شخصيات نسائية بارزة
- ريم الهاشمي - شغلت منصب وزيرة دولة الإمارات لشؤون التعاون الدولي منذ فبراير 2016.
- نورا المطروشي - مهندسة و رائدة فضاء في وكالة ناسا منذ 2021.
- ريم عبد الرحيم بن كرم - مديرة مؤسسة نماء للارتقاء بالمرأة منذ 2016 و تترأس اللجنة العليا المنظمة لمسيرة فرسان القافلة الوردية.[40]
- سارة الأميري - وزيرة الدولة للتكنولوجيا المتقدمة.
- زينب محمد - سيدة أعمال إماراتية و مديرة تنفيذية لإدارة العقارات و التسويق.
- إلهام القاسم - مستكشفة حاصلة على باكالوريوس في إدارة الأعمال و التسويق و أول مواطنة إماراتية تصل القطب الشمالي.
- لبنى بنت خالد القاسمي - أميرة و وزيرة الاقتصاد، التسامح، و التعاون الدولي سابقا ، و أول مرأة عُيّنت بمنصب وزاري في الإمارات.
- نورة بنت محمد الكعبي - سيدة أعمال إماراتية و وزيرة الدولة في وزارة الخارجية منذ 7 فبراير 2023 ، شغلت منصب وزيرة الثقافة و الشعب سابقا (5 يوليو 2020 - 7 فبراير 2023).

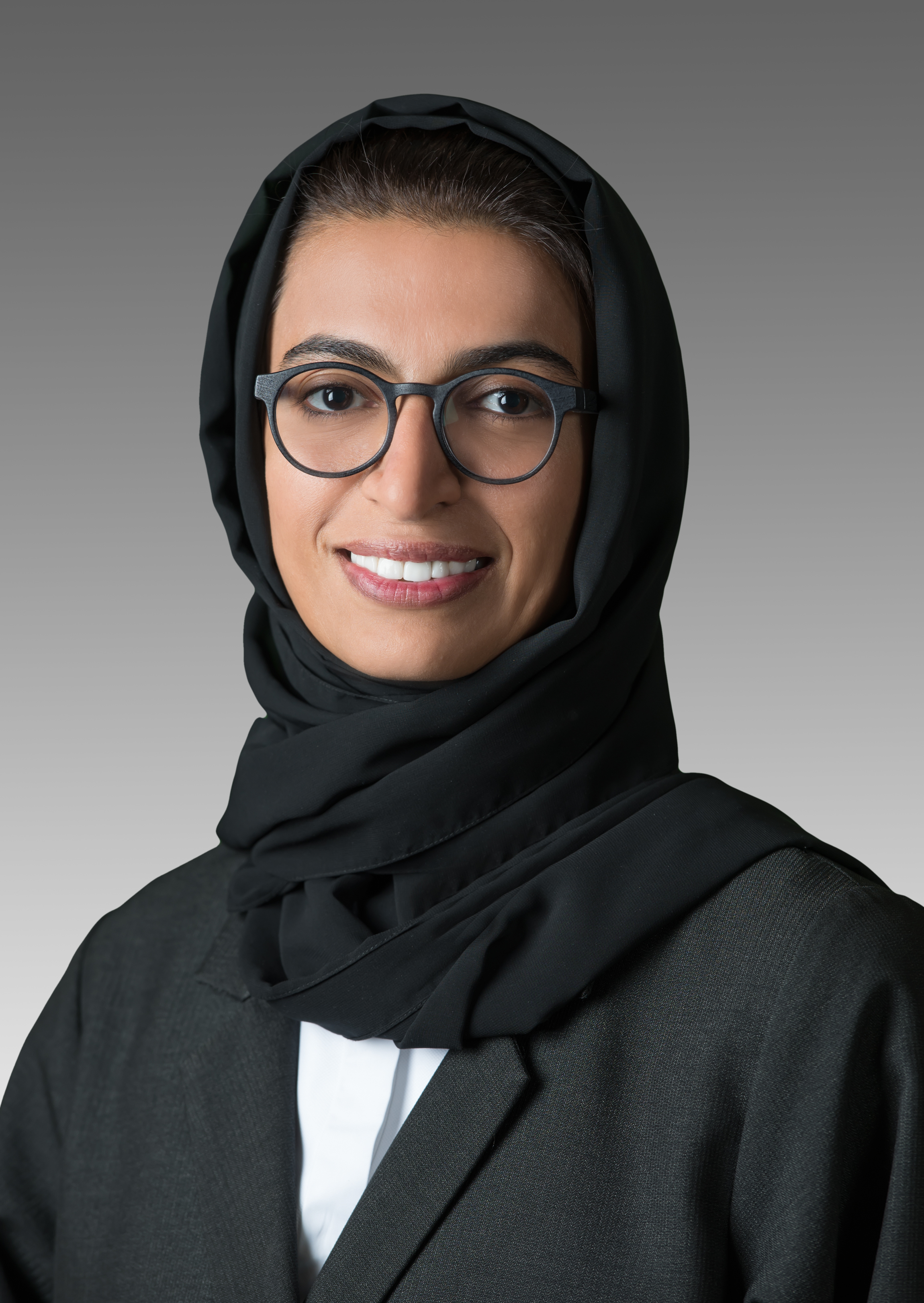
نورة بنت محمد الكعبي

- عهود الرومي - وزيرة دولة الإمارات للتطوير الحكومي و المستقبل منذ 2020 و رئيسة الهيئة الاتحادية للموارد البشرية .
- سعاد الشامسي - أول مهندسة طيران إماراتية و مستشارة فنية مثلت الإمارات في عدة مؤتمرات و معارض.
- مريم المنصوري - أول طيارة مقاتلة في القوات المسلحة و أول إماراتية مقاتلة في القوات الجوية و الدفاع عن الجو.
- مريم محمد خلفان الرومي - وزيرة الشؤون الاجتماعية سابقا (فبراير 2006 - فبراير 2016) و ثاني امرأة تُعين في منصب وزاري بالإمارات.[41]
- دانة العلي - أول مواطنة تنجح في تسلق قمة افرست (أعلى قمة في العالم).
- نادية البستكي - أول طبيبة إماراتية في مجال طب الطيران و الفضاء.
- رجاء عيسى القرق - احدى ابرز سيدات الأعمال في الإمارات العربية المتحدة.

## إنجازات
جاءت الإمارات في المركز الأول عالمياً في 30 مؤشراً للتنافسية العالمية ترتبط بالمرأة، للعامين 2022 و2023، وفقاً لتقارير صادرة عن أربع من أكبر المنظمات والمؤسسات الدولية المعنية بالتنافسية العالمية.

## شعارات مؤسسات خاصة بالمرأة في الإمارات

شعار مؤسسة دبي للمرأة
شعار مؤسسة دبي لرعاية النساء والأطفال
شعار جمعية الاتحاد النسائية بالشارقة
شعار الاتحاد النسائي العام
شعار الجمعية النسائية بأم القيوين
شعار جمعية أم المؤمنين - عجمان
شعار جمعية نهضة المرأة برأس الخيمة

## وصلات خارجية
- البوابة الرسمية لحكومة الإمارات العربية المتحدة